# أورق سنجاني
الأورق السنجاني أو قيق الأرض شرق التركستانيّ أو قيق أرض بيدولف هو طائر قيق يَنتمي إلى جنس أورق في فصيلة الغرابيات. لا يَقطن الأورق السنجاني سوى منطقة واحدة في العالم، هي صحراء تكلامكان الواقعة في إقليم تركستان الشرقية بجمهورية الصين. لا يُعرَف الكثير عن بيئة هذا الطائر وحالة أعداده، لكنه مهددٌ بسبب تشظي بيئته الطبيعية وأعداده التي هي بالفعل صغيرة. وكان قد وُثق الأورق السنجاني نوعًا شائعًا في عام 1929 - 1930، لكنه أصبحَ نادراً وصعبَ المشاهدة في المنطقة نفسها بحلول عام 1988، لكن مع ذلك فقد وُجد أنه منتشر وشائع محلياً في صحراء تكلإمكان. يٌصنفه الاتحاد العالمي للحفاظ على الطبيعة حالياً كنوع شبه مهدد نتيجة لتشظي موطنه والأخطار التي تواجهه.

## وصلات خارجية
- الأورق السنجاني (بودوكس بيدولفي).